# Zebrasoma scopas
Cá đuôi gai nâu hồng, danh pháp khoa học là Zebrasoma scopas, là một loài cá biển thuộc chi Zebrasoma trong họ Cá đuôi gai. Loài cá này được mô tả lần đầu tiên vào năm 1829.

## Từ nguyên
Từ địhh danh scopas của loài cá này theo tiếng Latinh có nghĩa là "chổi, bàn chải", ám chỉ những sợi vây cứng trên cuống đuôi của Z. scopas.

## Phạm vi phân bố và môi trường sống
Z. scopas có phạm vi phân bố rộng khắp Ấn Độ Dương - Thái Bình Dương. Loài cá này được tìm thấy từ vùng biển Yemen và vịnh Aden, trải dài về phía nam dọc theo vùng bờ biển Đông Phi, bao gồm Madagascar và các đảo quốc, bãi ngầm lân cận, băng qua vùng biển phía đông và nam Ấn Độ, Sri Lanka và các quần đảo Nam Á ở phía đông, trải rộng khắp vùng biển các nước Đông Nam Á và vùng biển bao quanh hầu hết các quốc đảo thuộc châu Đại Dương (xa nhất ở phạm vi phía đông là đến Polynesia thuộc Pháp và quần đảo Pitcairn, ngoại trừ quần đảo Marquises); phạm vi phía bắc trải dài đến vịnh Suruga, đảo Honshu (Nhật Bản); phía nam đến Úc, đảo Lord Howe, đảo Norfolk và đảo Rapa Iti.
Z. scopas lần đầu tiên được ghi nhận ở vùng biển Hoa Kỳ vào năm 2008, khi một cá thể của loài này được quan sát trên một rạn san hô ở ngoài khơi Fort Lauderdale, Florida. Không một cá thể Z. scopas nào được phát hiện thêm ở Hoa Kỳ trong hơn 10 năm kể từ đó.
Z. scopas sống gần các rạn san hô ở độ sâu đến 60 m.

## Mô tả

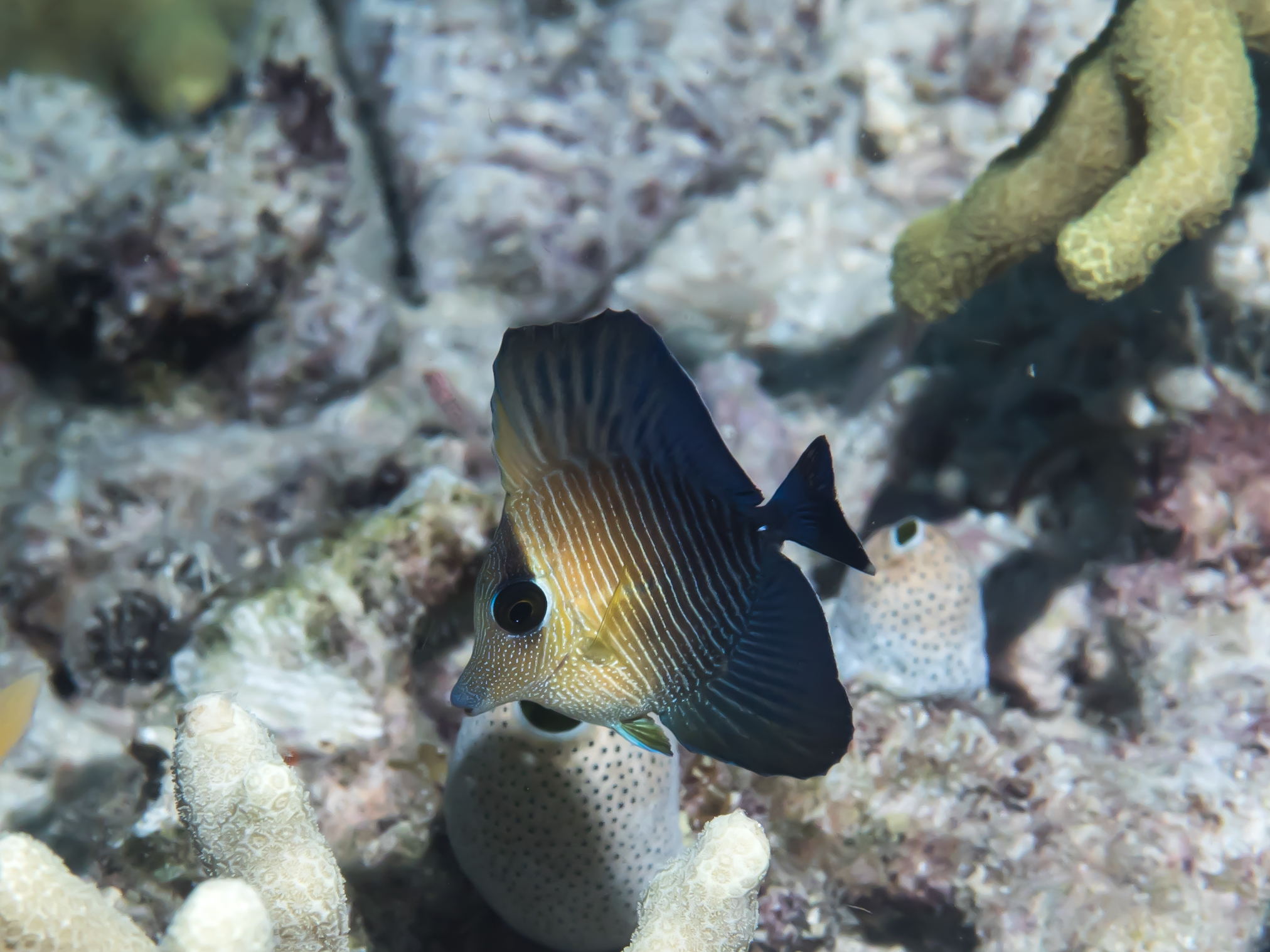
Cá con đang phát triển

Chiều dài cơ thể tối đa được ghi nhận ở Z. scopas là 40 cm. Cá đực có xu hướng lớn hơn so với cá cái.
Cơ thể có màu nâu sẫm với các đường vân màu lam nhạt và màu lục nhạt, trở thành các chấm thân trước và trên đầu. Đầu và thân trước màu vàng nâu. Mống mắt màu nâu đỏ. Cuống đuôi có một ngạnh sắc màu trắng ở mỗi bên. Cá con có màu nâu rất sẫm ở thân sau, chuyển thành màu vàng nâu ở thân trước với các sọc dọc màu vàng nhạt ở hai bên thân (thay vì sọc ngang như cá trưởng thành). Những đốm màu vàng ở đầu của cá con nổi bật hơn con trưởng thành.
Số gai ở vây lưng: 4 - 5; Số tia vây ở vây lưng: 23 - 25; Số gai ở vây hậu môn: 3; Số tia vây ở vây hậu môn: 19 - 21; Số tia vây ở vây ngực: 14 - 16; Số gai ở vây bụng: 1; Số tia vây ở vây bụng: 5.
Hầu hết Z. scopas đều có ngạnh đuôi nhẵn và sắc, có thể thụt vào trong. Tuy nhiên, ở một số mẫu vật, các ngạnh này lại có các gai lởm chởm hướng về phía trước. Những gai này càng thấy rõ hơn sau khi được kiểm tra bằng kính hiển vi điện tử quét.
Tại Palau, người ta quan sát thấy, Z. scopas đực có thể chuyển màu sắc của mống mắt sang màu cam khi chúng đang tán tỉnh Z. scopas cái, hay khi xua đuổi những con cá đực xung quanh đến gần chúng.
Khi tấn công một loài không mấy hung hăn (như Acanthurus nigrofuscus), vùng đầu, nửa lưng trước và nửa vây lưng trước của Z. scopas thường sẽ chuyển sang màu sáng hơn, nhưng mống mắt lại không chuyển màu. Khi đối mặt với đồng loại, hoặc những loài cá khác hung hăn hơn, mống mắt của Z. scopas sẽ chuyển sang màu cam.

## Sinh thái và hành vi
Thức ăn của Z. scopas chủ yếu là các loại tảo mềm và nhỏ, và động vật giáp xác nhỏ. Những con trưởng thành thường sống thành những nhóm nhỏ, có khi hợp lại thành đàn, trong khi cá con sống đơn độc giữa những rạn san hô. Một cá thể Z. scopas đực có thể bắt cặp với một hoặc hai cá thể Z. scopas cái.

### Trích dẫn
- D. Ross Robertson; Nicholas V. C. Polunin; Kimberley Leighton (1979). "The behavioral ecology of three Indian Ocean surgeonfishes (Acanthurus lineatus, A. leucosternon and Zebrasoma scopas): their feeding strategies, and social and mating systems". Environmental Biology of Fishes. Quyển 4 số 2. tr. 125–170.
- D. R. Robertson (1983). "On the spawning behavior and spawning cycles of eight surgeonfishes (Acanthuridae) from the Indo-Pacific" (PDF). Environmental Biology of Fishes. Quyển 9 số 3/4. tr. 193–223.